# Champions Under-18 Challenge
La Champions Under-18 Challenge è stata una competizione calcistica europea per squadre giovanili Under-18 ideata nel 2010 e disputatasi il 19 maggio dello stesso anno allo Stadio Alfredo Di Stéfano. Le due squadre che si sono affrontate erano le giovanili di quelle che si sono affrontate tre giorni dopo in finale di Champions League, sempre a Madrid, ovvero Bayern Monaco ed Inter. L'Inter U-18, guidata da Fulvio Pea, ha vinto il trofeo grazie a una doppietta di Denis Alibec.

## Regole
Le squadre partecipanti sono formate da 18 giocatori. Il limite di età è di 18 anni.

## Risultati

### Finale
| Arbitro: | Georgios Daloukas |

|  |           |                |
|  | Marcatori | 2’, 79’ Alibec |

| Bayern Monaco | Inter |

Formazioni:
| Bayern Monaco Under-18 (4-3-3) |    |                    |  |     |
|                                |    |                    |  |     |
| POR                            | 1  | Henning Bortel     |  |     |
| DIF                            | 2  | Mino Kayser (C)    |  |     |
| DIF                            | 3  | Max Dombrowka      |  |     |
| TS                             | 4  | Cüneyt Köz         |  |     |
| TD                             | 5  | Mike Baier         |  |     |
| CEN                            | 6  | Valentin Hauswirth |  | 87’ |
| CEN                            | 7  | Rico Strieder      |  | 76’ |
| CEN                            | 8  | Dennis Chessa      |  |     |
| ATT                            | 10 | Dejan Janjatović   |  |     |
| ATT                            | 11 | Andreas Voglsammer |  |     |
| ATT                            | 16 | Dominik Burusic    |  | 74’ |
| A disposizione:                |    |                    |  |     |
| POR                            | 18 | Michael Werner     |  |     |
| DIF                            | 12 | Emre Can           |  |     |
| ATT                            | 13 | Florian Pflügler   |  | 87’ |
| CEN                            | 14 | Michael Schwangart |  | 73’ |
| DIF                            | 15 | Vladimir Rankovic  |  |     |
| ATT                            | 17 | Michael Vitzthum   |  | 76’ |
| CEN                            | 18 | Dominik Goßner     |  |     |
| Allenatore:                    |    |                    |  |     |
| Kurt Niedermayer               |    |                    |  |     |

| Inter Under-18 (4-3-3) |    |                      |     |       |
|                        |    |                      |     |       |
| POR                    | 1  | Raffaele Di Gennaro  |     |       |
| DIF                    | 2  | Felice Natalino      |     |       |
| DIF                    | 3  | Cristiano Biraghi    | 62’ |       |
| TD                     | 4  | Michele Rigione (C)  |     |       |
| TS                     | 5  | Marek Kysela         |     |       |
| CEN                    | 6  | Nwankwo Obiora       |     |       |
| CEN                    | 7  | Sebastian Carlsén    |     |       |
| TRQ                    | 8  | Lorenzo Crisetig     |     |       |
| CLS                    | 9  | Simone Dell'Agnello  |     | 90+2’ |
| CLD                    | 10 | Alen Stevanović      |     | 87’   |
| ATT                    | 11 | Denis Alibec         |     |       |
| A disposizione:        |    |                      |     |       |
| POR                    | 12 | Damiano Crescenti    |     |       |
| DIF                    | 13 | Jacopo Galimberti    |     |       |
| CEN                    | 14 | George Cheremeh      |     |       |
| CEN                    | 15 | Marco Fossati        |     | 87’   |
| CEN                    | 16 | Andrea Romanò        |     | 90+2’ |
| DIF                    | 17 | Ben James Greenhalgh |     |       |
| ATT                    | 18 | Fabio Hoxha          |     |       |
| Allenatore:            |    |                      |     |       |
| Fulvio Pea             |    |                      |     |       |